# Rheinmetall
Rheinmetall AG es una empresa armamentística y de la industria de automoción de Alemania, el mayor fabricante de armas del país y el décimo en Europa. La empresa tiene tres fábricas principales, ubicadas en Düsseldorf, Kassel y Unterlüß.

## Historia
Rheinmetall obtuvo gran prestigio antes y durante la Segunda Guerra Mundial y suyos son algunos de los modelos más famosos del ejército alemán en esta época tales como: la MG 34 (de Mauser pero basada en el desarrollo del Solothurn 1930 MG 30), el 88 (FlaK 41), los cañones antitanque PaK 36, 38 y 40 además de algunas de las más prestigiosas armas de la actualidad como pueden ser el cañón de 120 mm. en sus versiones L55 y L44 o la MG 3 aún en servicio en muchos ejércitos.

## Productos
- 7,5 cm Kwk 42 (L/70) cañón para tanque usado en el famoso carro de combate Panther en la Segunda Guerra Mundial.
- Cañón 88 mm - Defensa antiaérea y cañón antitanque de la Segunda Guerra Mundial.
- Rheinmetall M35 - 105mm arma principal del cañón blindado Buford M8-AGS.
- Cazacarros Rheinmetall Borsig Waffenträger, desarrollado sobre el chasis del cazacarros Jagdpanzer 38t Hetzer.
- Cazacarros Rheinmetall Skorpion G, desarrollado sobre el chasis del carro medio Panther.
- Carro ligero Rheinmetall Panzerwagen.
- Cañón Rheinmetall 120mm - Tanto la versión L44 como la L55 son usadas en los Tanques de Batalla Leopard 2, M1A1 Abrams y A2 y  el tanque japonés Tipo 90.
- Rheinmetall LTA2 - Arma principal del Tanque Argentino Mediano.
- Rheinmetall KZO - Usado en Vehículos aéreos no tripulados tácticos.
- "Maschinengewehr 3" (MG3) - Ametralladora de calibre 7,62 mm y de uso universal.
- Cañón de artillería Rheinmetall 155 mm L52 - arma principal del obús autopropulsado PzH-2000.
- Rheinmetall MK 20 Rh202 - Cañón automático de 20mm, arma primaria de los Vehículos de combate blindados Marder (IFV), Luchs y Wiesel.
- Rheinmetall 20 mm - Cañón antiaéreo doble.
- AGF (Aufklärungs- und Gefechtsfahrzeug) - "Vehículo de reconocimiento y combate",
- Rheinmetall YAK - Vehículo de transporte blindado de personal.
- Vehículo de Asalto Multipropósito.
- Puma - Vehículo de combate de infantería alemán.
- Lynx - Vehículo blindado de combate alemán.
- Mungo ESK - Vehículo armado multiusos aero-transportable del Ejército Alemán.
- Rheinmetall RMK30 - Cañón automático de 30 mm.
- IdZ - "Infanterist der Zukunft" (Infantería del futuro) es el sistema de combate integrado y modular de la Bundeswehr alemana.
- Transportador pesado HX81 Elefante. Vehículo de transporte pesado todoterreno de gran potencia.